# Municipio de Plainview (Minnesota)
El municipio de Plainview (en inglés: Plainview Township) es un municipio ubicado en el condado de Wabasha en el estado estadounidense de Minnesota. En el año 2010 tenía una población de 443 habitantes y una densidad poblacional de 5,12 personas por km².

## Geografía
El municipio de Plainview se encuentra ubicado en las coordenadas 44°8′36″N 92°7′58″O / 44.14333, -92.13278. Según la Oficina del Censo de los Estados Unidos, el municipio tiene una superficie total de 86.48 km², de la cual 86,43 km² corresponden a tierra firme y (0,06 %) 0,05 km² es agua.

## Demografía
Según el censo de 2010, había 443 personas residiendo en el municipio de Plainview. La densidad de población era de 5,12 hab./km². De los 443 habitantes, el municipio de Plainview estaba compuesto por el 98,87 % blancos, el 0,9 % eran asiáticos y el 0,23 % eran de una mezcla de razas. Del total de la población el 0,23 % eran hispanos o latinos de cualquier raza.